# Skagafjall
Skagafjall är ett berg i republiken Island. Det ligger i regionen Västfjordarna, 220 km norr om huvudstaden Reykjavík. Toppen på Skagafjall är 689 meter över havet, eller 150 meter över den omgivande terrängen. Bredden vid basen är 3,6 km.
Närmaste större samhälle är Suðureyri, omkring 17 kilometer nordost om Skagafjall.